# Edward Hantulik
Edward Hantulik (ur. 1949 w Tychach, zm. 28 czerwca 1994 tamże) – polski malarz.
Absolwent krakowskiej Akademii Sztuk Pięknych, studiował w latach 1977–1982 pod kierunkiem prof. Juliusza Joniaka i Jerzego Nowosielskiego. Zapowiadał się na wybitnego twórcę, otrzymał w 1987 roku stypendium twórcze Ministerstwa Kultury i Sztuki. Jako jeden z "młodych gniewnych" twórców wystawił swoje obrazy w katowickim Biurze Artystycznym - wystawa indywidualna i retrospektywna. Brał udział w 1984 roku w biennale Sztuk Współczesnych w Szczecinie. Jego dorobek twórczy sięgnął ponad 200 prac malarskich, tyleż samo rysunków i kilkanaście rzeźb.
W latach 1987–1994 zafascynowała go również rzeźba. Współpracował z najlepszymi górnośląskimi rzeźbiarzami. Wieloletnia przyjaźń z artystą rzeźbiarzem Stanisławem Hochułem zaowocowała wieloma ciekawymi pracami.